# There Goes the Bride (film, 1925)
Pour les articles homonymes, voir There Goes the Bride.
Pour plus de détails, voir Fiche technique et Distribution.
There Goes the Bride est un film américain réalisé par James W. Horne, sorti en 1925.

## Fiche technique
- Titre original : There Goes the Bride
- Réalisation : James W. Horne
- Scénario :Hal Roach
- Direction artistique :
- Photographie :
- Production : Hal Roach
- Société de production : Hal Roach Studios
- Société de distribution :
- Pays de production :  États-Unis
- Langue originale : anglais
- Format : noir et blanc — 35 mm — 1,33:1 — Film muet
- Genre : Comédie
- Durée :
- Date de sortie : 
  - États-Unis : 25 octobre 1925

## Distribution
- Lucien Littlefield
- Martha Sleeper
- Jackie Hanes
- Wayne Lamont
- Noah Young